# Katla
Pour les articles homonymes, voir Katla (homonymie).
Ne doit pas être confondu avec Krafla.
Le Katla est un volcan d'Islande recouvert par le Mýrdalsjökull, une calotte glaciaire du Sud du pays. Il est situé à l'est de l'Eyjafjöll, un autre volcan considéré comme lié au Katla. Il s'agit d'un des volcans les plus actifs et des plus destructeurs d'Islande, à l'origine de plusieurs jökulhlaups.

## Toponymie
Le nom Katla est un dérivé féminin du ketill islandais, mais aussi un nom féminin commun en Islande.
Selon une légende populaire, Katla, une ouvrière connue pour son tempérament vicieux dans le Þykkvabæjarklaustur voisin, possédait des pantalons miracles qui ne fatiguaient jamais celui qui les portait. Cependant, un berger nommé Barði emprunta le pantalon sans la permission de Katla, car il devait chercher des moutons dans les montagnes. Quand il est revenu avec les animaux, Katla l'a tué et a fait disparaître son corps dans un tonneau avec du skyr, un caillé maigre islandais. Alors que le skyr s'épuisait au cours de l'hiver, Katla, craignant d'être repérée, courut sur la montagne voisine, disparut dans celle-ci et déclencha un jökulhlaup sur le volcan. Le panache volcanique de Kötlugjá, haut d'environ cinq kilomètres au sommet du glacier, porte également son nom.
Ainsi, la Katla ne doit pas être confondue avec son chaudron, sa bouilloire ou sa chaudière, proche du kettle anglais.
Le Katla est aussi appelé Kötlugjá du nom de la caldeira, Katlogiaa, Koetlegiaa ou encore Midhdalsjökull, Mýrdalsjökull, Soelheimajökull ou Hoefdhajökull des noms des glaciers qui le recouvrent.

## Géographie

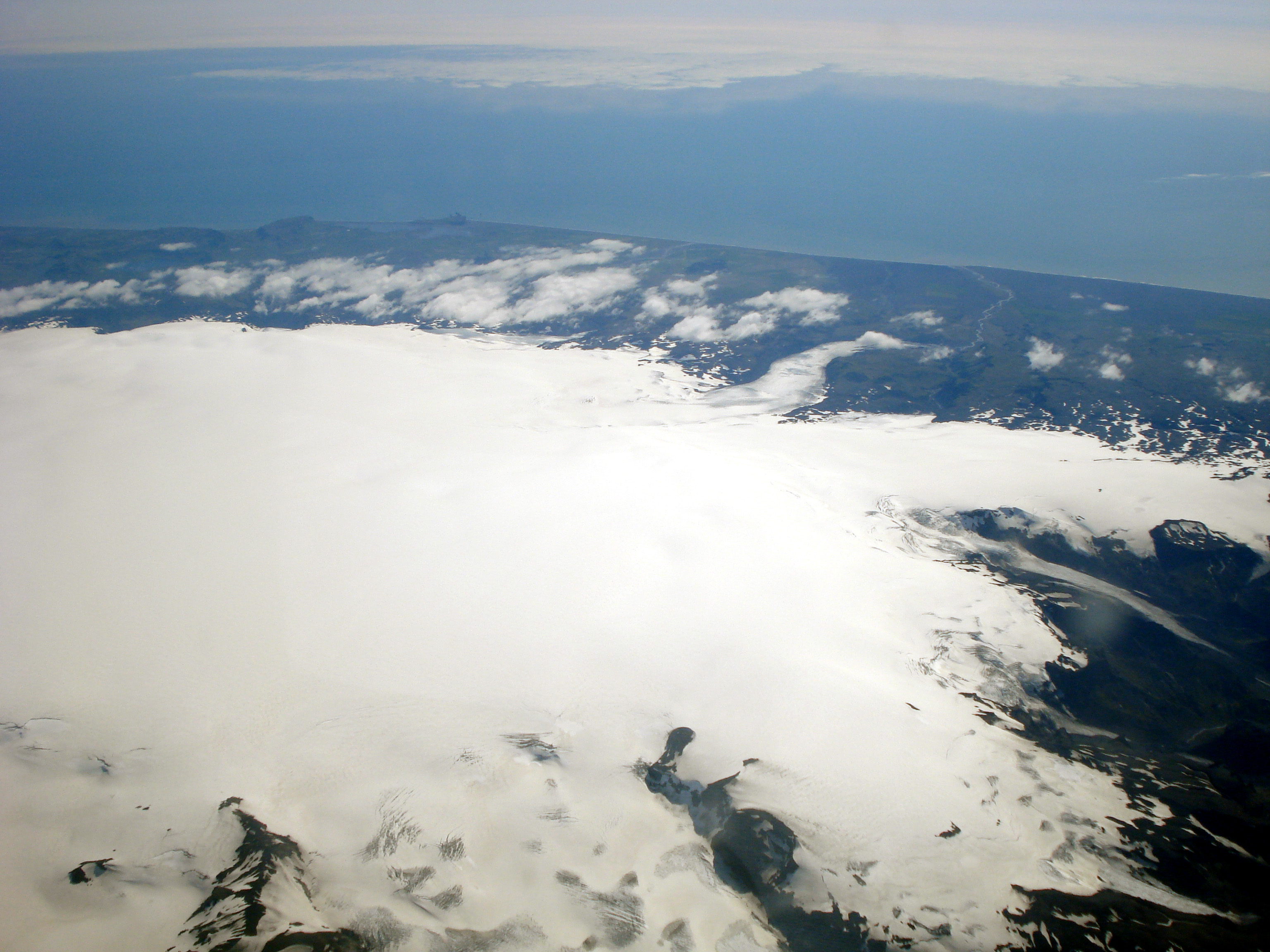
Vue aérienne d'une partie du Mýrdalsjökull recouvrant le Katla avec l'océan Atlantique au dernier plan.

Le Katla est situé dans le Sud de l'Islande, dans le comté de Vestur-Skaftafellssýsla de la région de Suðurland. Il est entouré à l'ouest par l'Eyjafjöll, un autre volcan situé sous la calotte glaciaire d'Eyjafjallajökull, au sud par l'océan Atlantique, à l'est par le Mýrdalssandur et au nord par les Hautes Terres d'Islande, une région de montagnes, de plateaux et de glaciers dont le Katla fait partie.
Le Katla est constitué d'une montagne couronnée par une caldeira, appelée Kötlugjá, de quatorze kilomètres de longueur pour dix kilomètres de largeur orientée dans le sens nord-ouest-sud-est. Le point culminant du Katla avec 1 512 mètres d'altitude est constitué d'un des rebords de cette caldeira. Cette dépression de 750 mètres de profondeur est occupée par une calotte glaciaire, le Mýrdalsjökull, qui déborde de la caldeira en de nombreux glaciers de vallée sur ses flancs Ouest et Sud et en deux grands lobes glaciaire sur ses flancs Est et Nord,.
Le Katla fait partie de la zone volcanique orientale de l'Islande qui comprend aussi d'autres volcans comme le Hekla, les Lakagígar et le Vatnafjöll. Le magma alimentant ces volcans est un magma de transition entre des basaltes et des tholéiites. Le Katla est ainsi composé de basaltes riches en fer et titane ainsi que de rhyolites. Bien que ces laves soient habituellement fluides, ce qui rend les éruptions peu explosives, celles du Katla se déroulent généralement sous la glace du Mýrdalsjökull. Ce mode éruptif sous-glaciaire accroît l'explosivité de la lave et entraîne des jökulhlaups, des inondations brutales et puissantes par la fonte de la glace. Ces jökulhlaups spécifiques au Katla sont appelées Kötluhlaups. Des mesures ont établi que la chambre magmatique, située à trois kilomètres sous la surface du Mýrdalsjökull et d'un kilomètre d'épaisseur, possède un volume de 10 à 12 km3.
Les autorités islandaises ont aussi donné le nom de Katla au système volcanique dont le Katla est le volcan central. Ce système s'étend sur 80 kilomètres de longueur et comprend un faisceau de failles orientées sud-ouest/nord-est.

## Histoire

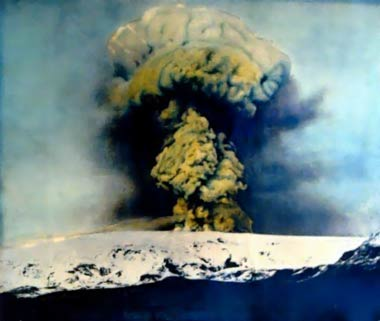
Panache volcanique émis par le Katla lors de sa dernière éruption en 1918.

Le volcanisme au Mýrdalsjökull date de plus 800 000 ans, mais est peu connu avant les 10 000 dernières années. Une éruption silicitique majeure, le Sólheimar ignimbrite, s'est produite il y a environ 12 200 ans. La vidange de la chambre magmatique au cours de cette éruption est à l'origine de la formation de la caldeira par effondrement du volcan et d'une très importante émission de cendres qui se sont déposées sur une bonne partie de l'Europe (que certains auteurs lient au Vedde Ash du nom d'une localité près de Ålesund où ont été trouvées des cendres qui seraient liées à cette éruption).
Durant les 8 500 dernières années, le nombre estimé d'éruptions est de plus de 300 et elles se sont quasiment toutes déroulées dans la caldeira. Leur nature est très variable (d'explosive pure à effusive pure). Il n'y a pas eu d'éruption de roches à forte teneur de silice durant les 1 000 dernières années.
Le Katla est aussi lié à la grande éruption d'Eldgjá. Cette fissure volcanique est située en direction du nord-est, à une soixantaine de kilomètres du bord actuel de la calotte glaciaire du Mýrdalsjökull. Les 18 km3 de lave émis durant cette éruption en 934 sont un des volumes de lave les plus importants du monde émis à l'Holocène.
Depuis l'arrivée de l'homme en Islande, les éruptions du Katla, au nombre de 21 confirmées et deux incertaines, sont essentiellement sous-glaciaires. Les volumes de téphras émis par ce volcan sont parmi les plus importants d'Islande. Ces éruptions sous-glaciaires, par la fonte de la glace qu'elles provoquent, ont été à l'origine de jökulhlaups ayant détruit à de nombreuses reprises les fermes et les villages situés en aval.
L'éruption de l'Eyjafjöll situé à l'ouest du 20 mars au 27 octobre 2010 fait craindre l'entrée en éruption du Katla, ces deux volcans étant considérés comme liés. Cette éruption engendre une surveillance accrue du Katla par les autorités islandaises. Le 17 juin 2011, un essaim sismique, accompagné d'un très faible trémor harmonique, débute sous la caldeira du volcan peu après 19 h 10. Bien que ceci ne représente qu'une remontée du magma et/ou une recharge de la chambre magmatique, la probabilité d'une éruption augmente significativement dans un futur très proche. Le soir du 8 juillet 2011, après quelques semaines d'une petite activité sismique, un trémor est détecté sous le Myrdalsjökull. Dans le même temps, une augmentation de la conductivité de l'eau de la rivière Múlakvísl, issue de la fonte du glacier, est mesurée au niveau du pont de la Route 1. L'eau monte rapidement et emporte le pont vers 5 h. Ce jökulhlaup et le trémor seraient liés à une petite éruption sous-glaciaire dans le Sud-Est de la caldeira, au niveau de quatre dépressions à la surface du glacier,. Durant l'été 2016, l'activité sismique atteint un niveau élevé, des augmentations de la conductivité d'émissaires du glacier sont constatées, ainsi que des manifestations d'hydrogène sulfuré. Ces signes laissent présager une éruption sans pour autant déterminer un délai ou une puissance probable.

## Dans la culture
Dans la série télévisée islandaise Katla, une éruption sous-glaciaire du volcan est le point de départ de phénomènes mystérieux auxquels sont confrontés les quelques occupants de Vík í Mýrdal évacuée.